# How Much Is the Fish?
How Much Is the Fish? är en låt skriven och framförd av musikgruppen Scooter. Den gavs ut som singel av gruppen 1998. Låtens text är skriven av Scooters medlemmar och låten innehåller samplingar från låten Zeven Dagen Lan av det holländska bandet Bots. Melodin kommer ursprungligen från den bretonska folkvisan Son ar chistr (eng), som spelas på albumet Reflets från år 1970 av Alan Stivell.